# Cessnock (Australie)
Pour les articles homonymes, voir Cessnock.
Cessnock est une ville (« city ») australienne située dans la zone d'administration locale du même nom en Nouvelle-Galles du Sud.

## Géographie
La ville est établie à une altitude moyenne de 80 m sur les riches sols alluviaux et volcaniques de la vallée de l'Hunter qui coule à environ 20 km plus au nord. La chaîne de Brokenback, qui appartient à la Cordillère australienne, s'élève à l'ouest de la ville. Elle est située à 40 km à l'ouest de Newcastle et à 115 km au nord de Sydney.
La ville a un climat tempéré avec une moyenne de température maximale de 24,6 °C, minimale de 11,1 °C et des précipitations annuelles de 750 mm.

## Histoire
La région de Cessnock était à l'origine habitée par le peuple aborigène des Wonnarua.
Des éleveurs d'origine européenne ont commencé à coloniser les terree dans les années 1820. Cessnock a été nommé par le colon écossais John Campbell, d'après le château baronnial de Cessnock, appartenant à son grand-père, à Galston dans l'East Ayrshire, pour refléter l'héritage aristocratique et les ambitions de ce domaine. La région s'est développée à partir des années 1850 à partir de la route reliant Sydney à la vallée de l'Hunter Valley.
L'établissement des bassins houillers de South Maitland a généré une importante colonisation des terres entre 1903 et 1923. Le modèle actuel de développement urbain, de voies de transport et de paysage industriel a été défini à cette époque. L'arpentage de la veine de charbon de Greta par le professeur Edgeworth David vers 1888 a donné l'impulsion pour un changement social et économique considérable dans la région avec le développement de l'industrie minière du charbon.

## Économie

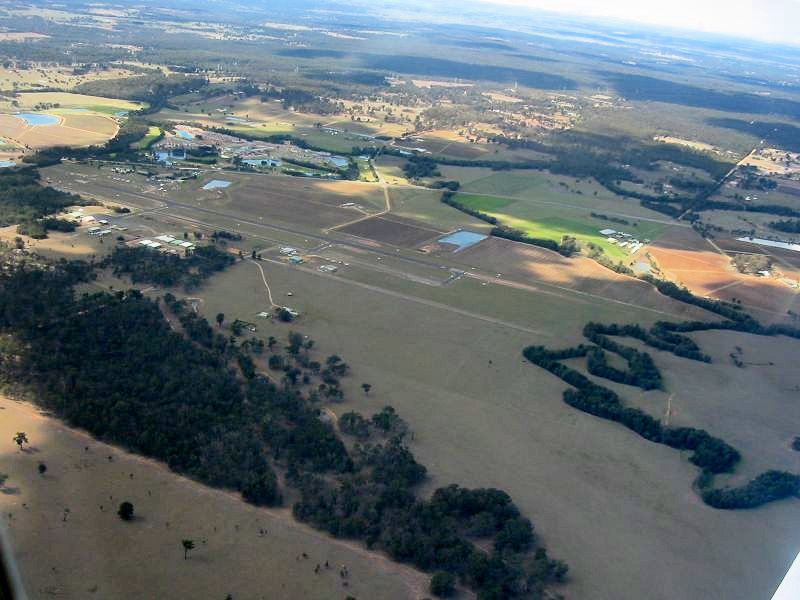
Vue aérienne de Cessnock

L'économie de la ville qui était basée sur l'extraction du charbon a dû se reconvertir avec la fermeture progressive des puits et s'est orientée vers la viticulture dans une région aux sols volcaniques.
Cessnock possède un aéroport (code AITA : CES).

## Démographie
En 2016, la population s'élevait à 21 725 habitants.

## Politique
Cessnock est le chef-lieu de la zone d'administration locale du même nom et relève de la circonscription de Hunter pour les élections à la Chambre des représentants.